# 准确新闻及资讯法

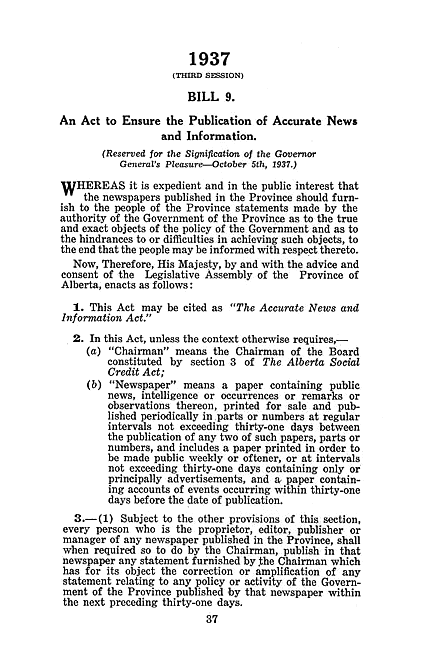
《准确新闻及资讯法》文本，其上提及了省督对法案持保留意见

《准确新闻及资讯法》（英語：Accurate News and Information Act）是加拿大阿尔伯塔省议会在省長威廉·阿伯哈特领导的社会信用党政府指使下于1937年通过的一项法案。该法规定，如果社会信用党议员组成的委员会认为报纸上刊发的内容不实，那么报社必须加以“澄清”，并且还要在议员要求下披露自己信息的来源。
社会信用党在和加拿大新闻界间的关系从1935年阿尔伯塔省大选前就一直很恶劣，几乎所有阿尔伯塔省的报纸都对社会信用党持批评态度，特别是《卡尔加里先驱报》，同样持这一立场的还有加拿大的其他多家报纸，该党赢得这年选举后，甚至连美国的媒体都对阿伯哈特的当选进行嘲笑。
由于当时社会信用党在省议会中占据绝对优势，因此该法案非常顺利地就得到了通过。但阿尔伯塔省省督约翰·C·博文暂缓了御准，直至加拿大最高法院对法案的合宪性进行评估。1938年，法院裁定法案违宪，因此这项法案也就没有成为法律。

## 阿伯哈特与新闻界

### 1935年大选前
威廉·阿伯哈特领导的社会信用联盟于1935年首次参加阿尔伯塔省大选，他们承诺会通过一种名为社会信用的新经济学理论来结束省内的经济大萧条现状，由此而得以在选举中大胜。但是，社会信用联盟几乎受到了新闻媒体的一致反对，阿尔伯塔省的一些主要报纸都忠于传统政党，例如《埃德蒙顿公报》自自由党诞生之日起就支持该党派。:33
阿伯哈特起初在经济议程上含糊其辞，到了1935年初，包括联合农民党籍省长理查德·加文·里德在内的反对者试图迫使阿伯哈特给出一个具体的方案。《卡尔加里先驱报》响应了这一号召，甚至提议给出整版的篇幅来让阿伯哈特详细列明自己的计划，但后者拒绝了，理由是他认为《卡尔加里先驱报》对自己的报道有欠公道:172。他在全省各地进行演讲时频频对报纸作出攻击:174，甚至在4月28日建议自己的支持者联合抵制《卡尔加里先驱报》及其它对自己不友善的报纸。这些联合抵制获得了成功，至少有一家报社因此而停业:182。面对抵制活动，《卡尔加里先驱报》发文称：“是否每个反对阿伯哈特先生政治观点和计划的人都会遭到抵制？他已经触发了一个危险的先例，向这个省的人民给出预示，如果他得以稳固对省行政部门的控制权，那么希特勒主义将占据上风。”:182
大选前不久，《卡尔加里先驱报》开始刊登反阿伯哈特漫画家斯图尔特·卡梅伦创作的漫画。选举前一天刊登的漫画内容为一辆标有“人民”（the people）字样的汽车沿“阿伯哈特一号高速公路”（Aberhart Highway No. 1）行进至一个铁道路口，一辆标有“常识”（common sense）的火车沿标为“基本情况”的铁轨逼近。阿伯哈特从“社会信用信号塔”（S.C. Signal Tower）中探出头来，呼吁这辆汽车“一切正常。不用停，不用看也不用听。”:197
虽然《卡尔加里先驱报》只是反对阿伯哈特和社会信用党的媒体中最尖锐的一个，但全省各大报纸，如《埃德蒙顿公报》、《埃德蒙顿日报》、《Medicine Hat News》和《莱斯布里奇先驱报》都站在类似的立场上。阿萨巴斯卡大学历史学家阿尔文·芬克尔认为，这些媒体联合起来“恶毒地攻击社会信用（联盟）”，“会破坏阿尔伯特省经济复苏的机会”:36。全省主要报纸中只有《阿尔伯塔卡尔加里》不冷不热地表示支持阿伯哈特:101。
面对报纸的敌意，社会信用党人感到沮丧，他们于1934年创立《阿尔伯塔社会信用纪事报》来传播自己的观点:147–148。该报除了作为阿伯哈特的喉舌外，还会刊登英国法西斯主义领袖奥斯瓦尔德·莫斯利和反犹太主义牧师查尔斯·库格林之类人物的客座社论:23。

### 大选后
社会信用党在1935年的选举中大获全胜，赢得了阿尔伯塔省议会全部63个议席中的56个，但对此新闻界几乎一致持负面反应。《卡尔加里先驱报》认为，“阿尔伯塔省人民做出了最不幸的决定，而且可能很快就会看到这一决定的愚蠢之处。”:24–25甚至《阿尔伯塔卡尔加里》也表示希望社会信用理论先在“苏格兰或埃塞俄比亚或别的任何地方试过了以后再来阿尔伯塔省做尝试”:203。整个加拿大的媒体也持负面态度，《圣凯瑟琳标准报》称这次选举结果是“一场出人意料的恶梦”，《蒙特利尔星报》指责该省公民投票支持“一个没有经受过考验的人和他招摇地拒绝在投票日前加以说明的政策”:202。美国的报纸更加不留情面，《芝加哥论坛报》称：“给加拿大人的问候：现在谁是疯子？”《波士顿先驱报》则使用了这样的头条：“阿尔伯塔省都疯了。”:202
阿伯哈特上任后，双方的关系也没有得到改善。1935年1月，《麦克林》刊登了H·纳皮尔·穆尔的两篇文章，对阿伯哈特的诚信和他实现自己竞选承诺的能力提出质疑。美国的《科利尔周刊》嘲笑阿伯哈特的个人形象，称他有一张“宽阔而毫无血色的脸”、“狭窄并向左歪的嘴”和“柔软、加厚且血色全无的嘴唇”，还称他的嘴唇会因鼻孔呼吸而变得湿润，与面孔很不相配。:230–231在芬克尔看来，阿伯哈特和新闻界在这场仇隙中都有责任，他说：
全省的各大报纸几乎会反对政府的一切做为，几乎每一项实行的改革都被描绘得比实际更加严厉。持保守观点的报社业主和主编经常对新闻报道的客观呈现予以干涉，只不过可能没有达到政府所宣称的那么严重。在许多情况下，报纸只是专注于政府中的混乱和无序，然后添油加醋来让政府难堪。:62
《卡尔加里先驱报》请来正参加迪斯尼首部动画长片《白雪公主与七个小矮人》制作的斯图尔特·卡梅伦，聘请他担任报社的首位漫画家职员，后者也全职投入到对阿伯哈特的调侃中:240。新闻史学家约翰·巴尔（John Barr）认为，媒体这种死硬到底的敌视态度可能会在政治上对阿伯哈特有利，让他可以“把媒体描述为不过是东部金融和商业利益的工具”，但是在1936年1月的每周福音广播节目中，阿伯哈特还是告诉自己的听众，他很“高兴天堂里面没有报纸”:230。
为了帮助打击负面新闻，阿伯哈特决心赢得《阿尔伯塔卡尔加里》的控制权，这也是唯一一份有表态支持他的报纸。他成立公司来收购报社，并利用自己的电台节目推动社会信用的支持者购买股票。其它报纸于是批评他假借福音书宣传节目之名，行推销股票之实:232。然而大部分社会信用的支持者都没有钱来购买报纸股票，唯一有兴趣的买家都是能够从政府赞助中受益的人，这其中又以酒类经销商为主，阿伯哈特的计划因此付诸东流:247。即便如此，《阿尔伯塔卡尔加里》还是成了社会信用的正式机关报，其发行量因此翻了一番:62。
面对充满敌意的新闻界，阿伯哈特很不甘心。他在1937年9月20日的电台广播中这样表示：“这些患有心理狂犬病的畜牲会受到处理，他们的叮咬和狂叫也终将停止”:108。四天后，阿尔伯塔省议会召开特别会议，《准确新闻及资讯法》成为议事程序中的重要主题:108–109。

## 法案
1937年，社会信用党後座议员迫使阿伯哈特把部分权力转交新成立的社会信用委员会，该委员会中包含5位社会信用党后座议员，负责督导另一个专家委员会。社会信用委员会运作的初步方案是由英国社会信用党创始人C·H·道格拉斯来加以领导，但道格拉斯对阿伯哈特没有好感，认为后者的做法与社会信用的真实形态不一致，因此他本人拒绝前来，而是派了两位下属，L·D·拜恩和G·F·鲍威尔。两位代理人需要对阿尔伯塔省实施社会信用提供立法建议。他们的第一轮建议中包含实行政府对银行进行控制的措施，并且禁止任何人在没有获得總督會同樞密院批准的情况下在法院对任何阿尔伯塔省法律的合宪性提出质疑，但这些建议没有得到联邦政府认可；第二轮建议中则包括了《准确新闻及资讯法》。:272–273
这项法案授权社会信用委员会主席要求报纸披露其信息来源和任何文章作者的姓名和地址，其中还包括没有签名的文章。对拒绝配合的报纸可以处以最高每天1000美元的罚款，并且禁止这些违规报刊出版，违规作者的文章和违规来源的信息也一样。法案还要求报纸在社会信用委员会主席的指示下刊登声明，对以前有关政府政策和活动的相关陈述加以“纠正”。:272
反对派政治家称这项法案是政府走向法西斯主义的证据，连《阿尔伯塔卡尔加里》也因此而疏远:273。国际媒体也持否定态度，一份英国报纸称阿伯哈特是个“小希特勒”:109。之后的评论也没有出现好转，芬克尔称该法案证明“阿伯哈特政权的独裁性质越来越强”:62，甚至通常认同社会信用的巴尔也视法案为“对言论自由的残酷打击”:109。
阿尔伯塔省省督约翰·C·博文念及联邦政府已经否决过社会信用委员会之前的立法，因此保留了御准没有直接批准，直到法案及相关条文的合法性经过加拿大最高法院的检验，这也是该省历史上保留御准权的首次动用:273。1938年夏，阿伯哈特政府宣布取消博文的官邸、政府用车和秘书人员，阿伯哈特的两位传记作者大卫·艾略特和艾瑞斯·米勒以及欧内斯特·曼宁的传记作者布赖恩·布伦南认为，此举正是对博文保留御准的报复:278:54。

## 余波
博文暂时中止了《准确新闻及资讯法》的执行，但阿伯哈特与新闻界的对抗仍在继续。1938年3月25日，社会信用党主导的省议会通过决议案，下令将《埃德蒙顿日报》记者唐·布朗（Don Brown）关进监狱，理由是该记者据称错误地引用了社会信用党後座议员约翰·莱尔·罗宾逊的话，后者旨在把脊骨神经医学纳入《工人赔偿法案》（Workman's Compensation Act）中。不过布朗并没有真的入狱，次日面对整个加拿大的负面报道，省议会通过了另一条决议案下令“释放唐·C·布朗先生”。在巴尔看来，此举“让政府看起来只是更愚蠢一些，而不是更穷凶极恶。”:112–113
大约在同一时间，最高法院裁决《准确新闻及资讯法》以及其他递交法院进行评估的条例都超出了阿尔伯塔省政府的权力范围:112。对于《准确新闻及资讯法》，法院认为《加拿大宪法》中包括保护言论自由免受议会民主制限制的隐含权利法案。
普利策奖委员会授予《埃德蒙顿日报》一枚铜牌，奖励其在与法案所作斗争中起到的领导作用，这也是普利策奖首度奖励一家非美国报纸:125。包括《阿尔伯塔卡尔加里》、《埃德蒙顿公报》、 《卡尔加里先驱报》、《莱斯布里奇先驱报》和《梅迪辛哈特新闻报》在内的另外95家报纸都获得了镌刻证书。